# Søren Dahl
Søren Dahl (Aarhus, 15 luglio 1993) è un nuotatore danese, specializzato negli stili libero e farfalla.

## Biografia

### Studi
Ha studiato all'Università statale della Carolina del Nord ed ha fatto parte della squadra di nuoto e tuffi dell'ateneo, la NC State swimming and Diving team.

### Carriera
Ha partecipato ai mondiali di Kazan' 2015, in cui si è piazzato 28º nei 50 m farfalla e 11º nella staffetta 4x200 m stile libero, con Daniel Skaaning, Magnus Westermann e Anders Lie.
Agli europei di Londra 2016 si è è stato eliminato in semifinale nei 50 m e 100 m farfalla, rispettivamente con il 13º e 14º posto, e in batteria nei 100 m stile libero, con il 55º tempo.
Ha rappresentato la Danimarca ai Giochi olimpici estivi di Rio de Janeiro 2016, dove si è classificato 12º nella staffetta 4x200 m stile libero, assieme ai connazionali Anders Lie, Daniel Skaaning e Magnus Westermann. Nell'occasione ha anche stabilito il nuovo record nazionale della disciplina, grazie al tempo di 7'12"66.

## Vita privata
È apertamente omosessuale. Dal 2023 intrattiene una relazione sentimentale con il giocatore di football americano Carl Nassib.

## Record nazionali

### Vasca lunga
- Staffetta 4×200 metri stile libero vasca lunga: 7'12"66  ( Rio de Janeiro, 9 agosto 2016) (Anders Lie Nielsen (1'47"62), Daniel Skaaning (1'46"78), Søren Dahl (1'47"43), Magnus Westermann (1'50"83))